# Pierre Jean Brouillaud
Pierre Jean Brouillaud (n. 25 iulie 1927, Mouterre-Silly, Poitou-Charentes, Franța – d. 2 septembrie 2021, Paris, Métropole du Grand Paris, Franța) a fost un scriitor francez. 

## Biografie
A debutat cu romanul Les Aguets la editura Calmann-Lévy în 1965. Au urmat două colecții de povestiri: La cadrature în 1965 și L'angle droit în 1969. În 1975 publică romanul Tellur. În Almanahul Anticipația 1997 i-au fost publicate două povestiri: Pirații și poporul atolului de corali și Monstrul și domnișoara de Crysale.
Din 1978 până în 1998, când a fost înlocuit cu Alain le Bussy, Jean-Pierre Brouillard a fost președinte  al INFINI (Association Professionnelle de la Science-Fiction francophone, de la Littérature et des arts de l'Imaginaire), o asociație de literatură științifico-fantastică francofonă.

## Lucrări
- 1965  : Les Aguets, roman de literatură generală, ed. Calmann-Lévy ;
- 1965  : La Cadrature, culegere de nuvele și povestiri fantastice, ed. Calmann-Lévy ;
- 1969  : L'Angle droit, culegere de nuvele și povestiri fantastice, ed. Calmann-Lévy ;
- 1975  : Tellur, roman science-fiction (format din două nuvele « Audition » și « Les possibles »), ed. Robert Laffont ;
- 1996  : L'Œil de pierre, culegere de nuvele și povestiri fantastice, ed. La Geste ;
- 1996  : Les Pirates et le peuple de corail, culegere de nuvele și povestiri fantastice, ed. Encres Noires.
  - Pirații și poporul atolului de corali  (traducere Laurențiu Turcu)